# カクタスコーポレーション
株式会社カクタスコーポレーションは、大阪府羽曳野市に所在する企業。同社ギャルソン事業部が展開するカー用品およびアパレルブランド「ꓷ.A.D」が知られる。

## 沿革
1990年（平成2年）7月設立。最初の製品は高級車向けのマフラーであった。2000年代に入る頃、自動車ドレスアップ市場が立ち上がる。以降、取り扱うカー用品の多様化に留まらず、アパレル方面にも拡大。2007年（平成19年）、約30万個のスワロフスキー・クリスタルを手作業でボディ全体にあしらった「スワロフスキーベンツSL600」を東京スペシャルインポートカーショーに出展。2009年（平成21年）6月19日、初の直営店舗「大阪アメリカ村店」（大阪府大阪市中央区西心斎橋2）を開店。2019年（令和元年）6月1日、株式会社ギャルソンプロダクト（所在地同じ、法人番号：9120101034546）を合併した。

## ꓷ.A.D

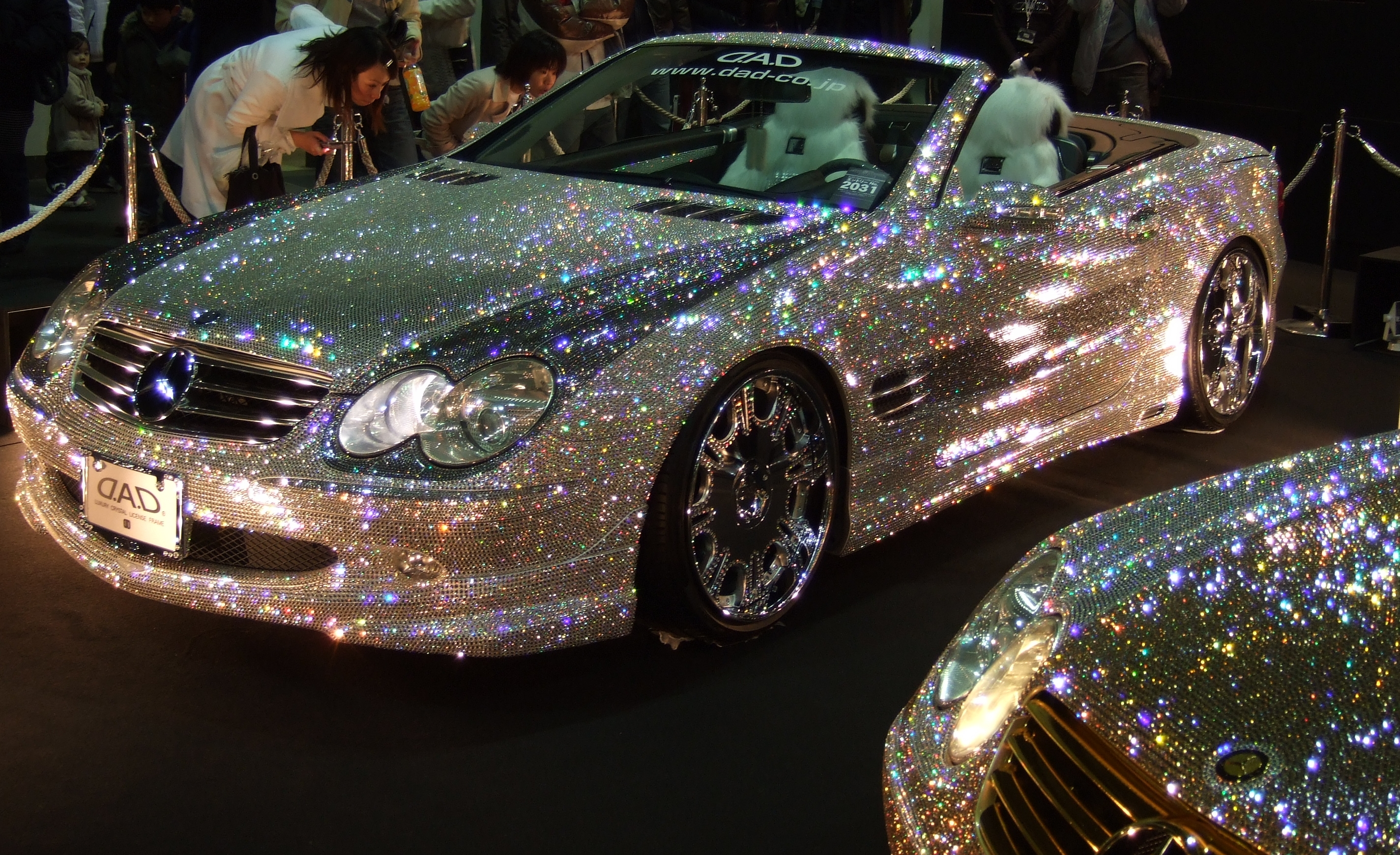
スワロフスキーベンツSL600（大阪オートメッセ2008出展）

ꓷ.A.D (D.A.D) は、株式会社カクタスコーポレーションのギャルソン事業部が展開する、カー用品およびアパレルブランド。読み方は英語読みの「ディー・エー・ディー」が現在の公式であるが、かつて公式としていたドイツ語読みの「デー・アー・デー」とも読まれる。代表者名をとった「ダイスケ・オートモーティブ・デザイン」の略とされる。
自動車のアルミホイール、シートやティッシュ箱のカバー、カーマット、カーテン、シフトノブ、その他装飾品やお守りといったカー用品を幅広く取り扱う。いずれも黒や白をベースにクリスタル調の装飾をあしらい、ブランドのロゴマークを大きく目立たせるといった派手なデザインを特徴とする。アパレル方面ではシャツやウェア、鞄といったものがあり、女性ファンの獲得につなげている。
主なブランド支持層は、いわゆる「マイルドヤンキー」と呼ばれる人々である。お洒落であるとする好意的な意見がある一方、ダサい、運転マナーが悪いといった否定的な意見や偏見もある。2000年代に獲得したファン層の高齢化や、若者の車離れによる業績への影響が及びつつある中、商品の開発・拡充によってファン層の拡大を模索している。